# Gare de la Madeleine (Paris)
Pour les articles homonymes, voir Gare de La Madeleine.
La gare de la Madeleine est un projet de gare ferroviaire qui aurait dû voir le jour à Paris dans les années 1830. Le promoteur de cette idée est le banquier Pereire. La gare devait s'insérer le long de la rue Tronchet, dans le quartier de la Madeleine, mais le projet dut être abandonné devant l'opposition des riverains.

## Histoire

### La genèse du projet
Dans l'esprit du banquier Pereire, la gare de la Madeleine devait être le terminus de la ligne de Saint-Germain-en-Laye. Le quartier de la Madeleine lui semble idéal, étant donné qu'il est l'un des endroits les plus actifs de la capitale, dans la France du XIXe siècle. 
Émile Pereire envoie ainsi une note le 13 mars 1836 au conseil municipal de Paris sur la gare à Paris : « Nous nous sommes dit que si le chemin de fer aboutissait à un point excentrique, le public le négligerait et que les curieux et les promeneurs y afflueraient, au contraire, s'il aboutissait à un beau quartier. Nous avons pensé que si le chemin de fer se terminait ailleurs qu'à proximité des magnifiques dégagements qu'offrent la place de la Madeleine, les boulevards, la rue Royale, la rue et le faubourg Saint-Honoré ; s'il fallait que les voyageurs restassent à se morfondre dans des rues étroites comme la rue Saint-Nicolas, ou encombrées comme la rue Saint-Lazare, le public se servirait moins du chemin de fer ; que, dès lors, il serait infiniment moins utile aux habitants de Paris, de Saint-Germain, de Versailles et de toutes les autres communes environnantes… ». 
Une description du parcours entre la place de l’Europe et la place de la Madeleine, rue Tronchet, est donnée dans le Journal des débats : « Il n'existe pas, même en Angleterre, une entrée de chemin de fer aussi convenante, et placée dans des conditions aussi favorables pour le mouvement des voitures qui devront mettre les habitants des quartiers les plus éloignés de la ville en communication avec le chemin de fer ». Voir également une brève dans le numéro du 25 octobre. 
Le Journal de l'industriel et du capitaliste donne également une description : « Sur tout ce développement [place de la Madeleine – rue Saint-Lazare], le chemin de fer est sur arcades, et les traversées des rues s'opèrent au moyen de ponts légers et hardis, en fonte et à jour, qui formeront pour toutes les rues une remarquable décoration. … Entre cette rue [de Stockholm] et la place de l'Europe, une vaste tranchée est pratiquée dans le double but, 1° d'assurer une place suffisante pour la mise en feu, l'alimentation d'eau et de charbon des machines locomotives, ainsi que pour leur stationnement et celui des voitures ; 2° de constituer un large quai où s'arrêteront les marchandises venant de Saint-Germain ; une rampe d'accès est ouverte jusqu'à la place de Tivoli, pour l'écoulement des marchandises dans Paris ».

### L'officialisation du projet
Un projet d'Antoine Rémy Polonceau est présenté le 29 mai 1835. Il vise à installer la gare en partie rue d'Anjou et en partie sur les emprises du boulevard Malesherbes alors en projet.
Un second projet est présenté le 16 mai 1836. Il implique la création d'une succession de viaducs de six mètres de haut, qui auraient notamment traversé la place de l'Europe, la rue du Havre et enfin la rue Tronchet.  
Lorsque le chemin de fer de Paris à Versailles (RD) est concédé en juillet 1836, le terminus est envisagé rue Tronchet : « La Compagnie de Saint-Germain aura à construire à ses frais les établissements nécessaires à l'exploitation des deux chemins entre la place de Tivoli et la rue Neuve-des-Mathurins ; elle établira un second souterrain sous les Batignolles, et complètera quatre voies dans cette commune et dans Paris ».
Le roi Louis-Philippe Ier donne son accord le 16 octobre 1837 et signe l'ordonnance permettant la création de la gare. 

### L'abandon du projet
Néanmoins, Pereire renonce soudain à son projet, estimant que malgré l'accord du souverain, il lui faudrait désormais affronter une fronde du voisinage et des autorités municipales parisiennes. En effet, si le projet n'aurait pas empêché la circulation sur la chaussée, il ne fait pas de doute que cela aurait sensiblement modifié la physionomie du quartier et entraîné une dévaluation du prix des appartements des riverains dont certains étages se seraient trouvés enfumés.
Dans l'histoire du chemin de fer français, cet évènement est un jalon, car le banquier comprend que les gares sont destinées à devenir les branches d'un système de transport important, déversant des millions de voyageurs et que, de fait, il était difficile de les imbriquer dans des quartiers déjà construits. D'autre part, il assimile le fait qu'une gare peut nécessiter des aménagements, mais surtout des agrandissements, que le projet de la gare de la Madeleine n'aurait pas permis. En effet, sur les plans dressés, seulement deux quais auraient pu être construits, alors que les besoins tablaient sur quatre. Le projet n’est pourtant pas supprimé, mais déplacé, sur le site de la première gare Saint-Lazare, au milieu de terrains encore en friche et peu construits.

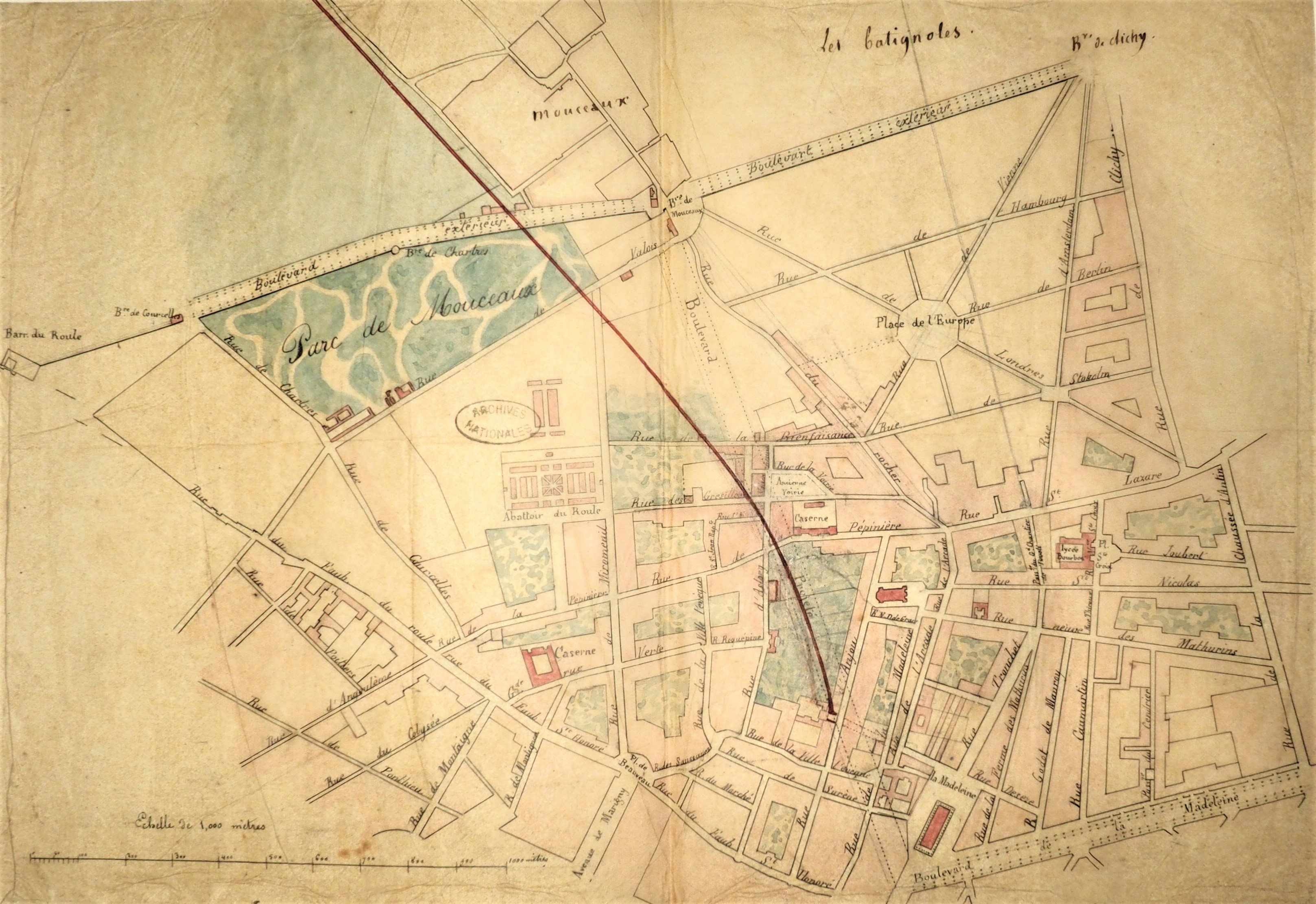
Proposition d'Antoine Rémy Polonceau de 1835[5].
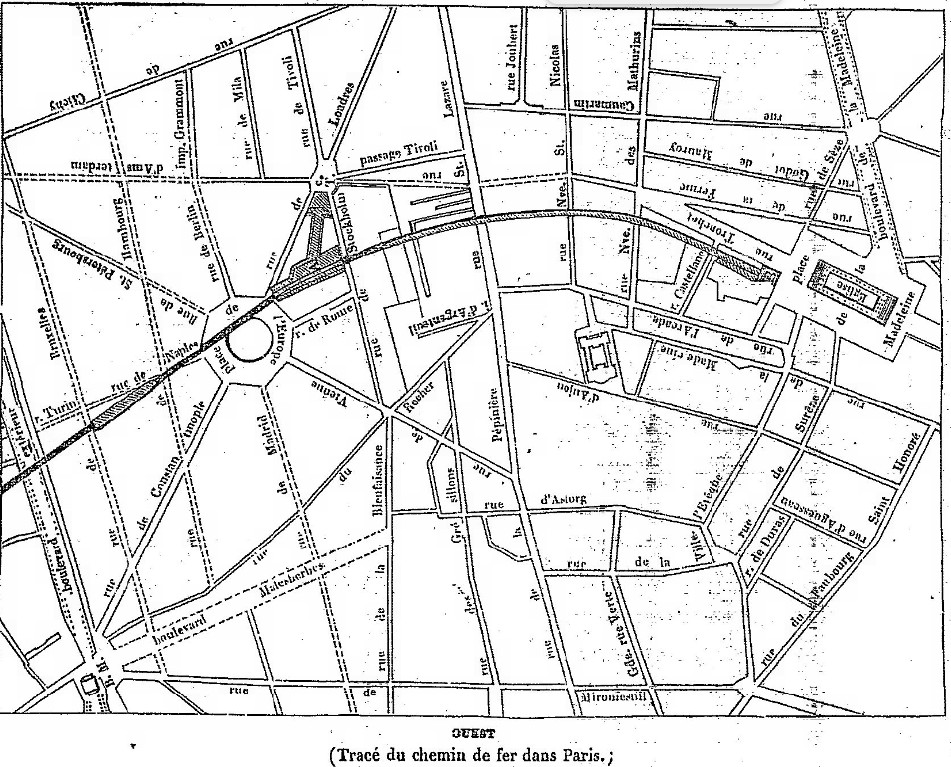
Plan du prolongement du chemin de fer de Saint-Germain place de la Madeleine, rue Tronchet[10].
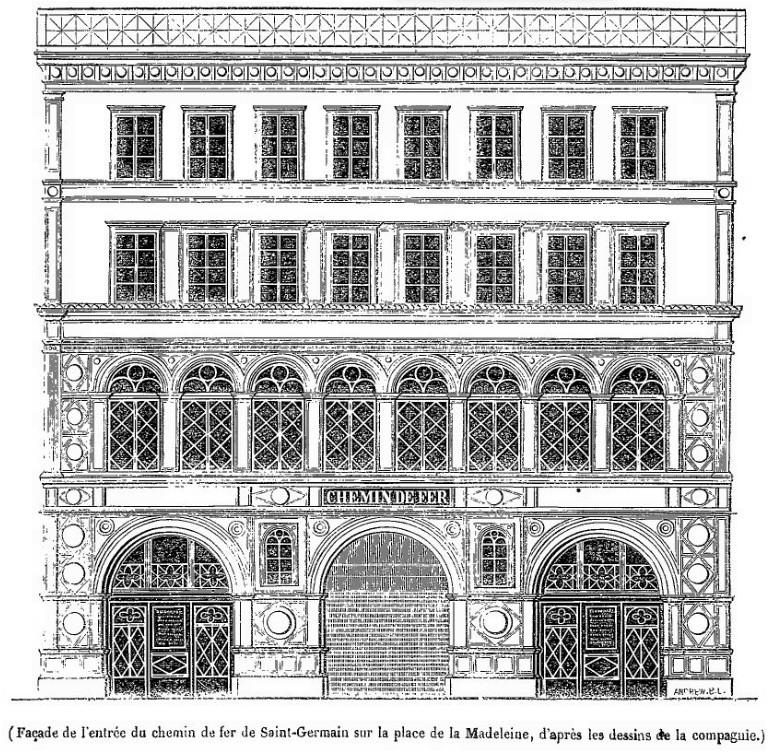
Façade de la gare terminus du chemin de fer de Saint-Germain envisagée rue Tronchet.